# Imre Sinkovits

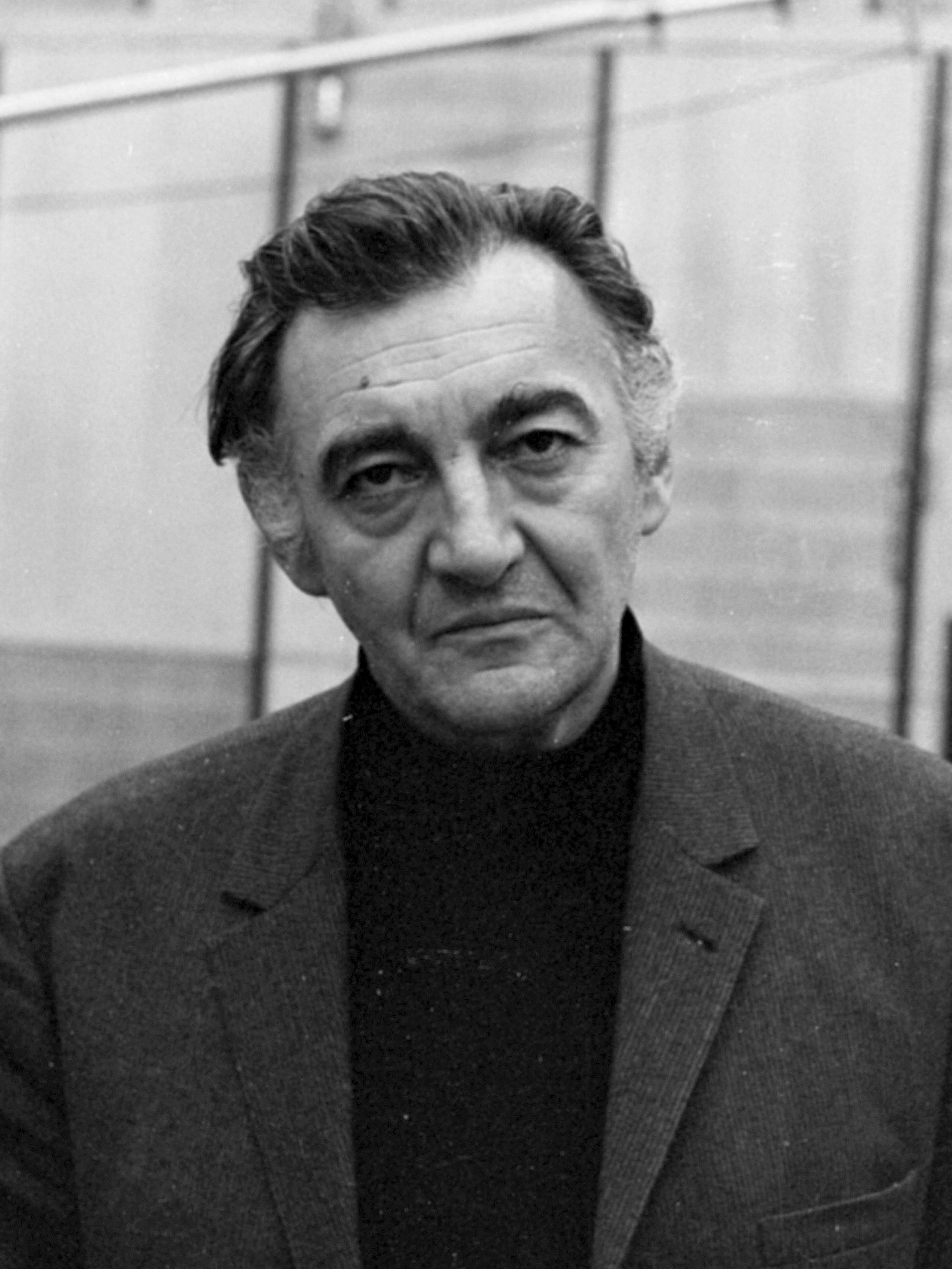
YXZ.

Imre Sinkovits, född 21 september 1928 i Budapest, Kungariket Ungern, död 18 januari 2001 i Budapest, Ungern, var en ungersk skådespelare. Under större delen av sitt liv var han anställd vid Nationalteatern i Budapest. Han filmdebuterade 1951 och medverkade fram till 2001 i över 170 ungerska filmer och TV-produktioner.
Han var en mycket uppskattad uppläsare av dikter i hemlandet. 1991 läste han inför en publik på 50.000 personer Szózat av Mihály Vörösmarty då den antifacistiske kardinalen József Mindszentys kvarlevor begravdes i Esztergom.

## Filmografi, urval
- 1960 – Füre lépni szabad
- 1961 – Két félidö a pokolban
- 1965 – A tizedes meg a többiek
- 1969 – Familjen Tót